# 斉河県
斉河県（せいが-けん）は、中華人民共和国山東省徳州市に位置する県。

## 歴史
春秋時代に斉の故地であり、県南に黄河を臨むことよりこの地域一帯を斉河と称されるようになった。1168年（大定8年）に斉河県が設置された。

## 行政区画
- 街道:晏城街道、晏北街道
- 鎮:表白寺鎮、焦廟鎮、趙官鎮、祝阿鎮、仁里集鎮、潘店鎮、胡官屯鎮、宣章屯鎮、馬集鎮、華店鎮、劉橋鎮
- 郷:安頭郷、大黄郷

## 観光
済南市と隣接しているため観光地が大量に開発されている。

## 教育
- 大学：山東文化芸術職業学院[2]